# Siedem Granatów

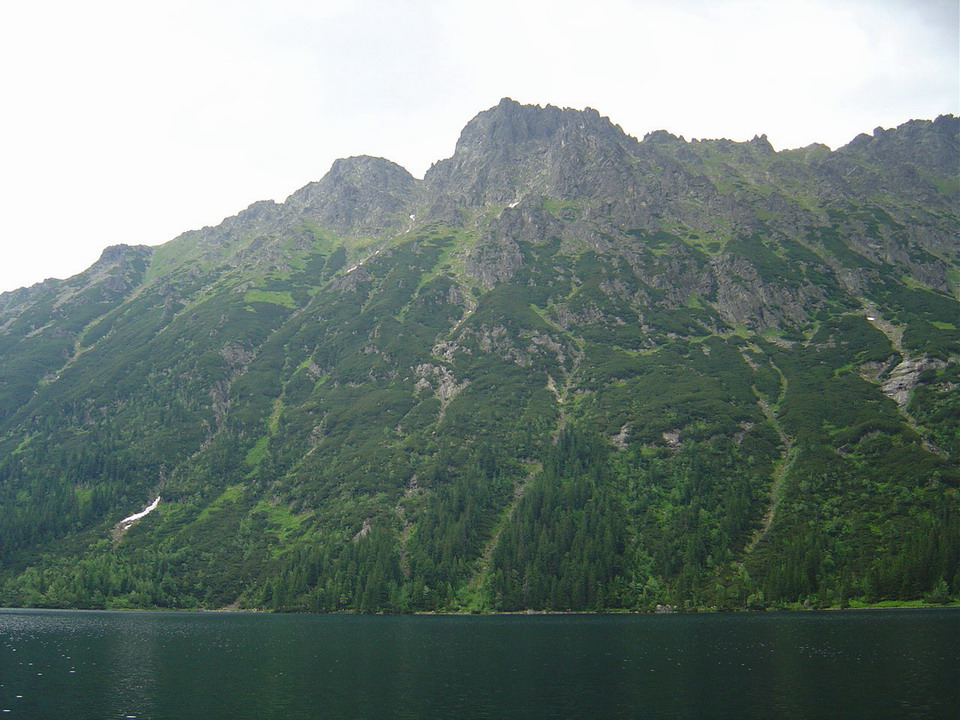
Siedem Granatów po lewej stronie

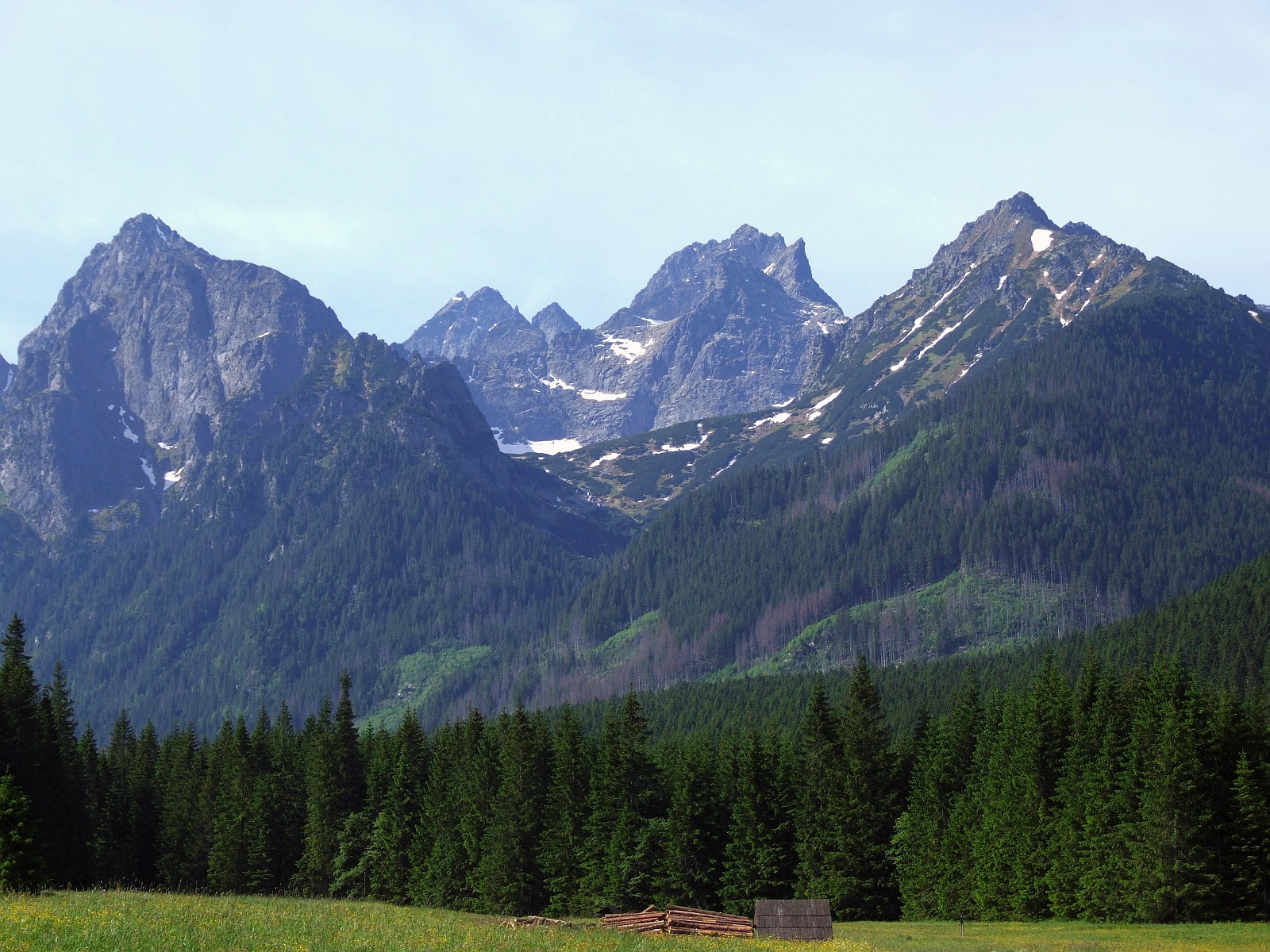
Dolina Żabich Stawów Białczańskich. Siedem Granatów po prawej stronie, poniżej Żabiej Czuby

Siedem Granatów (niem. Sieben Granaten, słow. Sedem Granátov, węg. Hét Gránátos, 1915 m) – odcinek Żabiej Grani (Žabí hrebeň) w Tatrach Wysokich, ciągnący się od Żabiego Przechodu Białczańskiego (ok. 1915 m) po wysokość około 1583 m. Biegnie nim granica polsko-słowacka. Stoki zachodnie (polskie) opadają do dna Rybiego Potoku, wschodnie (słowackie) do Białej Wody (Bielovodská dolina). Dalej na północ grań nadal się obniża aż do połączenia się tych dolin w Dolinę Białki.
Nazwa Siedem Granatów jest dobrze ugruntowana w literaturze, ale jej pochodzenie jest nieznane. Dawniej nazwą tą czasami określano Żabi Szczyt Niżni lub całą grań. Można przypuszczać, że dawniej nazwa ta początkowo dotyczyła Grani Apostołów, w której jest siedem turni, a później została omyłkowo przeniesiona na nazwę innej, pobliskiej grani.
W czasach pasterskiej przeszłości Tatr Siedem Granatów zapewne było penetrowane przez pasterzy czy kłusowników. W okresie po II wojnie światowej granicę patrolowali żołnierze WOP. Obecnie jest to zamknięty dla turystów i taterników obszar ochrony ścisłej. Ludzie bywają tutaj bardzo rzadko – czasami leśnicy i pracownicy naukowi. Grań jest niemal całkowicie porośnięta lasem i kosodrzewiną. Skałek jest niewiele. Grzbietem biegnie zarastająca i miejscami już zanikła ścieżka, poza tym brak dróg i ścieżek. Praktycznie jedynymi możliwymi do przejścia miejscami są żleby. W zachodnich zboczach Siedmiu Granatów są trzy wielkie żleby:
- z południowego skraju grani. Ma wylot naprzeciwko Białego Żlebu w masywie Opalonego Wierchu. Ma trzy odnogi, główny ciąg stanowi środkowa.
- ze środkowej części grani. Ma wylot naprzeciwko Zakrętu Ejsmonda
- z północnej części grani. Jego dolna część to szerokie, trawiaste koryto, górna część to stromy i skalisty komin. Żleb ma wylot naprzeciwko Żlebu Żandarmerii. Znajduje się w nim jaskinia Dziura w Żabiem[4].

Grzędy między tymi żlebami są tak zarośnięte kosodrzewiną, że są niezwykle trudne do przejścia. Las na zachodnich zboczach osiąga rekordową w Tatrach Polskich granicę górnego zasięgu 1650 m. Część graniowa na wysokości 1550–1650 m to bujny las limbowy z mieszaniną borówczysk i olbrzymich głazów. Po wschodniej stronie grani, w odległości około 30 m od siebie, znajdują się dwa wielkie pęknięcia tektoniczne. Są to jaskinie o rozwinięciu pionowym, z których położona wyżej to Mała Żabia Szpara, a zlokalizowana niżej to Wielka Żabia Szpara. Na głębokości 3 m zamontowano w niej urządzenia pomiarowe, a 2 m niżej tabliczkę z napisem „Uwaga: stanowisko badawcze Uniwersytetu Warszawskiego, Wydziału Geologii”.